# Martin Wehrmann
Martin Wehrmann (ur. 16 czerwca 1861 w Szczecinie, zm. 29 września 1937 w Stargardzie) – niemiecki historyk, nauczyciel, badacz historii Pomorza.
W 1882 ukończył studia historyczne. Studiował na uniwersytetach w Halle, Berlinie i Getyndze. Dwa lata później został nauczycielem w Gimnazjum Mariackim w Szczecinie. W 1886 został członkiem zarządu Pomorskiego Towarzystwa Historyczno-Archeologicznego (niem. Gesellschaft für Pommersche Geschichte und Alterthumskunde).
W kwietniu 1912 objął funkcję dyrektora Gimnazjum w Gryficach, którą sprawował do października 1921, kiedy to został przeniesiony do Collegium Groeningianum w Stargardzie na to samo stanowisko. Po pięciu latach przeszedł na emeryturę. Za wkład w badanie historii Pomorza w 1931 r. otrzymał tytuł doktora honoris causa Uniwersytetu w Greifswaldzie.
Był współredaktorem rocznika Baltische Studien i redaktorem naczelnym miesięcznika Monatsblätter der Gesellschaft für pommersche Geschichte und Altertumskunde (oba poświęcone historii Pomorza). Był propagatorem powstania Pomorskiej Komisji Historycznej, którą powołano w 1910 roku.
W okresie od 1886 do 1937 wydał około 950 publikacji i prac poświęconych ogólnej historii Pomorza, poszczególnych miast, historii kościołów i szkolnictwa pomorskiego oraz genealogii dynastii Gryfitów.
Zbiór Wehrmanna, stanowiący dzieła drukowane i rękopisy w większości znajduje się w Archiwum Państwowym w Szczecinie. Jednak w czasie ewakuacji zbioru pod koniec II wojny światowej do Pęzina i jego powrotu do Szczecina zaginęło 100 jednostek archiwalnych. Obecnie spuścizna Wehrmana składa się ze 159 j.a.